# Hansdóttir
Hansdóttir ist ein weiblicher färöischer und isländischer Name.

## Herkunft und Bedeutung
Der Name ist ein Patronym und bedeutet Hans’ Tochter. Die männliche Entsprechung ist Hansson (Hans’ Sohn).

## Namensträgerinnen
- Berglind Íris Hansdóttir (* 1981), isländische Handballspielerin
- Guðrið Hansdóttir (* 1980), färöische Sängerin